# 小科利班
49°20′53″N 27°5′28″E / 49.34806°N 27.09111°E
小科利班（烏克蘭語：Мала Колибань）是位於烏克蘭西部的村莊，由赫梅利尼茨基州裡赫梅利尼茨基區的赫梅利尼茨基市鎮負責管轄。該村面積0.38平方公里，海拔高度308米，2001年人口77，人口密度每平方公里201.6人。